# Lothar Suchý
Lothar Suchý (6. května 1873 Turnov – 4. května 1959 tamtéž) byl novinář, překladatel, dramatik, básník, spisovatel.

## Život
Po gymnazijních studiích v Mladé Boleslavi a Příbrami se pustil do studií právnických a filozofických ve Vídni (románská filologie a slavistika) a Praze (práva). Žil také několik let v jihočeské obci Libníč. Rozhodl se věnovat naplno profesi novináře a spisovatele. Stal se dlouholetým zpravodajem časopisu Venkov v Paříži, kde žil až do roku 1938. Napsal několik knížek veršů i romány, pustil se do psaní dramat s výtečnými dialogy. Je zařazován mezi lyrické impresionisty. Jeho hry se hrávaly v Národním divadle i Vinohradském divadle, kde má i svou bustu od Jana Kodeta. Přeložil několik děl z francouzštiny a němčiny. Po návratu z Paříže zůstal v Praze.
Podle některých novějších publikací se píše Lotar Suchý.

## Literární dílo

### Poezie
- Kniha lyriky (1904), výběr z básní uveřejněných před lety v časopisech
- Dvě povídky veršem (1905)
- Bajky (1954)

### Romány

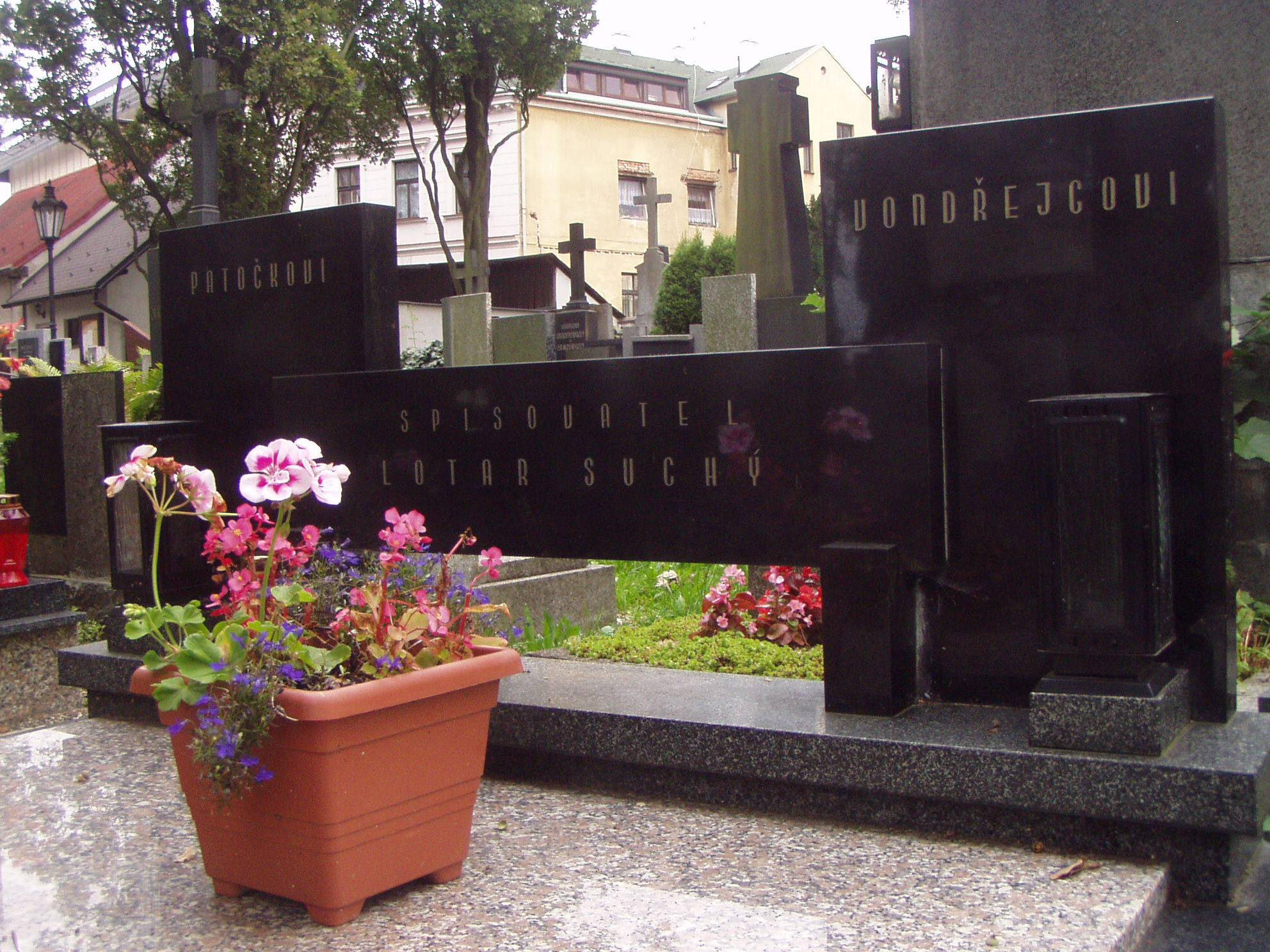
Suchého hrob na turnovském hřbitově

- Pro rod a půdu (1917)
- Sobec a světice (1929)
- Mučednice lásky (1931)

### Dramatická tvorba
- Nezabiješ (1903), jednoaktovka hraná v Národním divadle
- Matka (1904), drama o čtyřech dějstvích
- Sláva (1905), drama o 3 jednáních
- Maska (1905), drama
- Hrstka věrných (1908), napsal ji pro Vinohradské divadlo, hrána až roku 1948
- Slaboch (1909), drama o 3 jednáních
- David (1911)
- Červánky svobody (1920), veršované
- Hamilton a společnost, komedie o třech dějstvích
- Kostelecký francimor , veselohra o čtyřech dějstvích

### Překlady
Překládal z francouzštiny a z němčiny.
- Alexandre Dumas starší - Královna Margot, 1915
- Victor Hugo – Muž, který se směje (1918)

a další svazky

### Ostatní práce
- Od kolébky Riegrovy (1908)